# Échion fils de Porthéos
Pour les articles homonymes, voir Échion.
Échion, fils de Porthéos (ou Porthée), est dans la mythologie grecque un personnage de la guerre de Troie,.
Il est le premier des héros grecs à sortir du cheval de bois connu comme le « cheval de Troie », duquel il tombe en sautant et se tue,.

## Source antique
- Pseudo-Apollodore, Épitome [détail des éditions] [lire en ligne] (V, 20).